# Louis Uchitelle

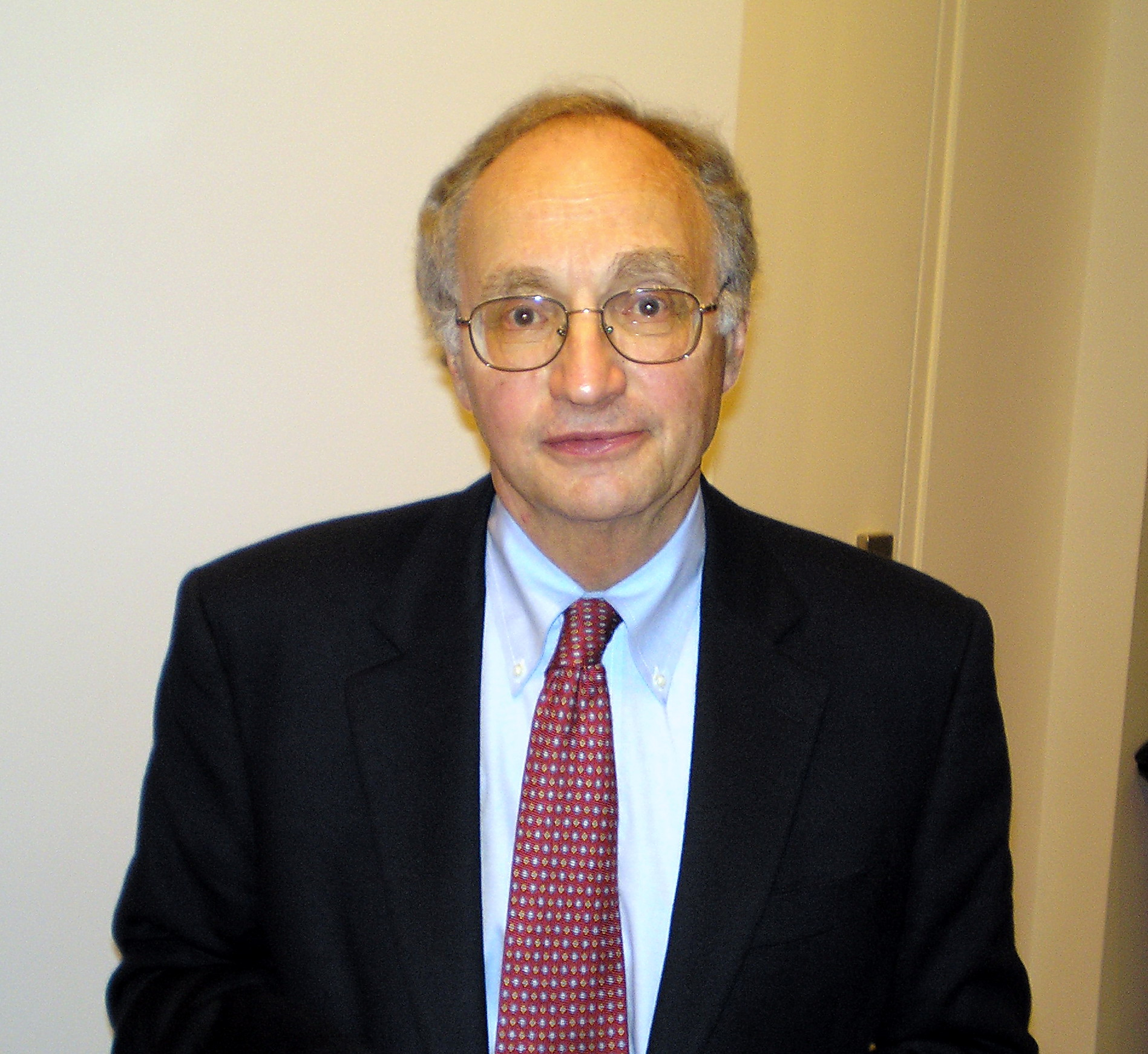
Louis Uchitelle

Louis Uchitelle is een Amerikaans journalist en auteur. Hij werkt sinds 1980 voor de The New York Times waarvoor hij over industrie en economie schrijft.
Uchitelle was verslaggever van de serie The Downsizing of America dat een George Polk Award won in 1996. Hij doceerde aan de Columbia-universiteit en in 2006 bracht hij een boek uit, The Disposable American: Layoffs and their Consequences.
- Bibliothèque nationale de France: cb156677520 (data)
- Gemeinsame Normdatei: 1132720923
- International Standard Name Identifier: 0000 0000 4069 1783
- Library of Congress Control Number: n2005057083
- Nationale Bibliotheek van Israël: 987007432247405171
- Nederlandse Thesaurus van Auteursnamen: 315698446
- SNAC: w6186twr
- Système universitaire de documentation: 10368249X
- Virtual International Authority File: 31407089
- WorldCat: E39PBJj4qWVQ37MKtwRX49xqwC